# ایدئالیسم آلمانی
ایده‌آل‌گرایی آلمانی یا ایدئالیسم آلمانی، نام جنبشی در فلسفه آلمان است که در دههٔ هشتاد سدهٔ هجدهم میلادی آغاز و در دهه چهل سدهٔ نوزدهم پایان یافت. مشهورترین نمایندگان این جنبش، کانت، فیشته، شلینگ، و هگل هستند. هرچند تفاوت‌های بزرگی میان این چهره‌هاست، اما همگی در پذیرش ایدئالیسم، مشترکند. ایدئالیسم استعلائی کانت، آموزهٔ فلسفی معتدلی دربارهٔ تمایز میان پدیدارها و اشیاء فی نفسه بود، که مدعی بود متعلق‌های شناخت انسان، پدیدارها هستند و نه اشیاء فی نفسه. فیشته، شلینگ، و هگل با تبدیل ایدئالیسم استعلائی کانت به ایدئالیسم مطلق این دیدگاه را به افراط کشاندند.
اهمیت ایدئالیسم آلمانی در این است که دربردارندهٔ برداشتی نظام‌مند از همهٔ بخش‌های فلسفه است؛ از جمله: منطق، مابعدالطبیعه، شناخت‌شناسی، فلسفه اخلاق، سیاست و زیبایی‌شناسی. همه نمایندگان ایدئالیسم آلمانی، این بخش‌های فلسفه را دارای جایگاهی در نظام کلی فلسفه می‌دانند.